# Westville (Florida)
Westville ist eine Stadt im Holmes County im US-Bundesstaat Florida.  Das U.S. Census Bureau hat bei der Volkszählung 2020 eine Einwohnerzahl von 261 ermittelt.

## Geographie
Westville liegt am westlichen Ufer des Choctawhatchee River und rund 15 km westlich von Bonifay. Pensacola liegt etwa 150 km und Tallahassee 160 km entfernt.

## Demographische Daten
Laut der Volkszählung 2010 verteilten sich die damaligen 289 Einwohner auf 146 Haushalte. Die Bevölkerungsdichte lag bei 15,4 Einw./km². 96,5 % der Bevölkerung bezeichneten sich als Weiße und 0,3 % als Afroamerikaner. 3,1 % gaben die Angehörigkeit zu mehreren Ethnien an. 1,7 % der Bevölkerung bestand aus Hispanics oder Latinos.
Im Jahr 2010 lebten in 37,3 % aller Haushalte Kinder unter 18 Jahren sowie 29,1 % aller Haushalte Personen mit mindestens 65 Jahren. 73,6 % der Haushalte waren Familienhaushalte (bestehend aus verheirateten Paaren mit oder ohne Nachkommen bzw. einem Elternteil mit Nachkomme). Die durchschnittliche Größe eines Haushalts lag bei 2,63 Personen und die durchschnittliche Familiengröße bei 3,04 Personen.
28,4 % der Bevölkerung waren jünger als 20 Jahre, 23,8 % waren 20 bis 39 Jahre alt, 26,6 % waren 40 bis 59 Jahre alt und 21,1 % waren mindestens 60 Jahre alt. Das mittlere Alter betrug 38 Jahre. 48,1 % der Bevölkerung waren männlich und 51,9 % weiblich.
Das durchschnittliche Jahreseinkommen lag bei 46.250 $, dabei lebten 22,7 % der Bevölkerung unter der Armutsgrenze.
Im Jahr 2000 war Englisch die Muttersprache von 100 % der Bevölkerung.

## Verkehr
Westville wird von der Interstate 10 und dem U.S. Highway 90 (SR 10) durchquert. Der Northwest Florida Beaches International Airport liegt rund 75 km südlich der Stadt.